# Frontera entre Moçambic i Malawi
La frontera entre Malawi i Moçambic és la línia que delimita els territoris de Malawi i de Moçambic i que fou establida arran de l'acord angloportuguès de 18 de novembre de 1954. Comença al trifini d'ambdós països amb Zàmbia, a l'altiplà d'Angónia i segueix una línia molt irregular cap a sud i sud-est, passa junt a Dedza i segueix fins prop de Vila Nova da Fronteira. Fa una inflexió cap al nord, passant al costat de Milange, i després al marge oriental del Llac Chilwa i del llac Chinta seguint fins a la costa oriental del llac Niassa, on acaba. En aquest llac, més al nord, hi ha illes de Malawi (les illes Likoma) que estan més a prop de la costa de Moçambic que la resta de Malawi.